# Bruno Cherrier

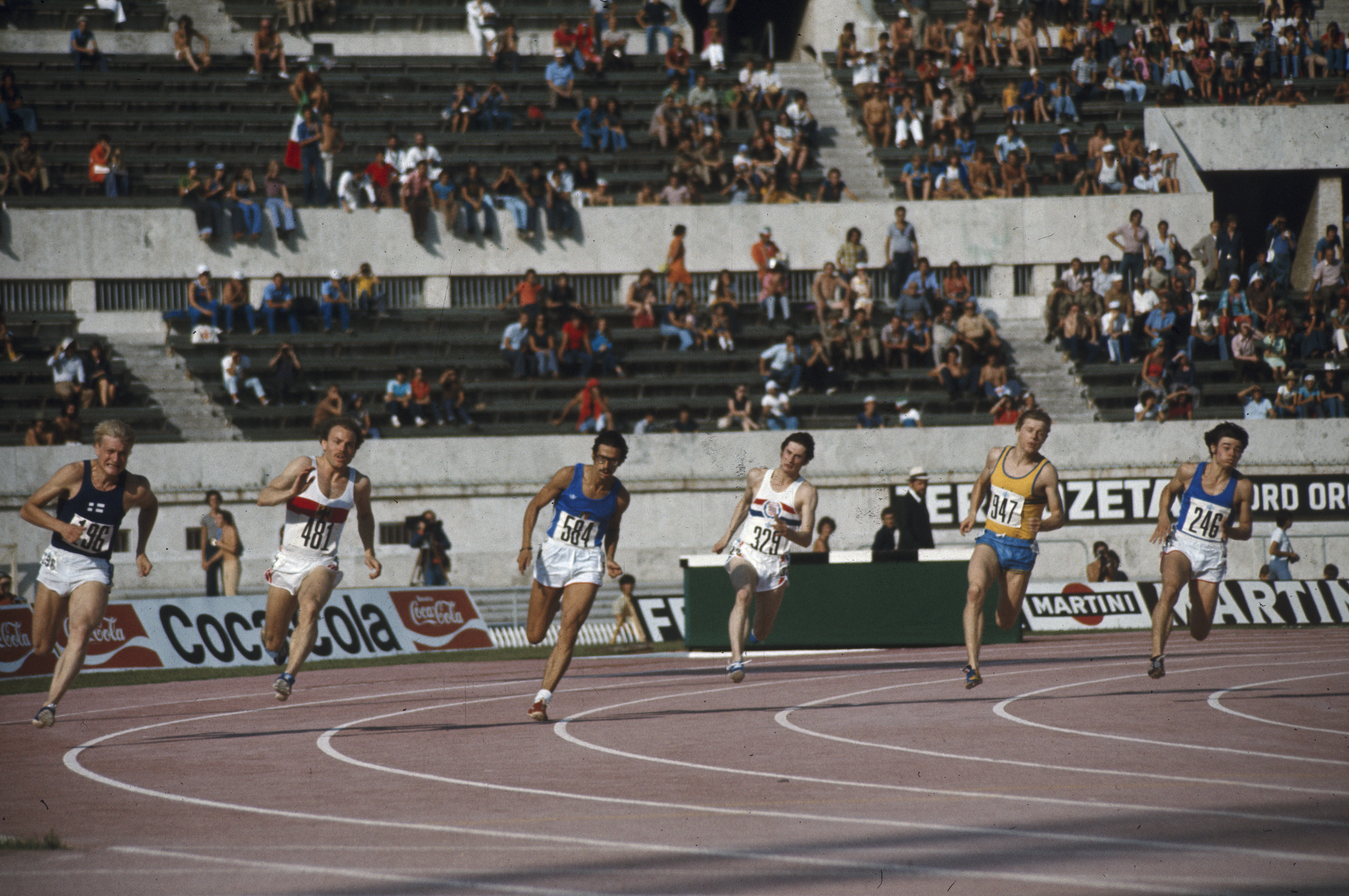
Bruno Cherrier (rechts; Startnummer 246) beim 1. Halbfinale des 200-Meter-Laufs, Leichtathletik-Europameisterschaften 1974 in Rom

Bruno Cherrier (* 31. August 1953 in Beaugency) ist ein ehemaliger französischer Sprinter.
1972 wurde er bei den Olympischen Spielen in München Siebter in der 4-mal-100-Meter-Staffel und erreichte er über 200 Meter das Halbfinale.
Bei den Europameisterschaften 1974 in Rom siegte er zusammen mit Lucien Sainte-Rose, Joseph Arame und Dominique Chauvelot in der 4-mal-100-Meter-Staffel und wurde Sechster über 200 Meter.

## Persönliche Bestzeiten
- 100 m: 10,3 s, 18. August 1973, Kassel
- 200 m: 20,58 s, 16. August 1974, Zürich